# Зекі Челік
Зекі Челік (тур. Zeki Çelik; нар. 7 лютого 1997, Бурса, Туреччина) — турецький футболіст, правий захисник італійської «Роми» та національної збірної Туреччини.

## Клубна кар'єра

### «Бурсаспор» (2009—2015)
Мехмет Зекі Челік родом з міста Бурса. Футболом розпочав займатися 2008 року в юнацькій команді «Явуз Селімспор». З 2009 по 2015 рік навчався в академії «Бурсаспору».
Професіональну футбольну кар'єру розпочав 2015 року в оренді в «Бурса Нілюферспорі».

### «Істанбулспор» (2016—2018)
Наступного сезону перейшов до «Істанбулспора», який виступає в Другій лізі Туреччини, третій дивізіон турецького чемпіону. Допоміг виграти третій дивізіон турецької першості та вийти до Першу лігу.

### «Лілль» (2018—2022)
8 липня 2018 року підписався 5-річний контракт з «Ліллем». Дебютував за нову команду, вийшовши на поле в стартовому складі 1-о туру Ліги 1 проти «Ренна». Зекі відзначився гольовою передачею на Лебо Мотібу, чим допоміг «Ліллю» зіграти внічию. Поступово завоював своє місце в команді та став важливим гравцем на правому фланзі. 28 квітня 2019 року відзначився дебютним голом у футболці «Лілля» у поєдинку проти «Німа» (5:0).

### «Рома» (2022—)
5 липня 2022 року уклав чотирирічний контракт з італійською «Ромою», якій трансфер захисника обійшовся у 7 мільйонів євро.

## Кар'єра в збірній
На міжнародному рівні розпочав виступати 2012 року у складі  юнацької збірної Туреччини U-16. Наступного року разом зі своїми однолітками виграв Каспійський кубок 2013.
З серпня 2013 по травень 2014 року грав за юнацьку збірну Туреччини (U-17). З березня 2017 року почав грати за молодіжну збірну Туреччини. 
Завдяки перемозі в національному кубку та впевненій грі в «Істанбулспорі» привернув до себе увагу головного тренера збірної Туреччини Мірчі Луческу.
У футболці національної збірної Туреччини дебютував 5 червня 2018 року у товариському матчі проти Росії (1:1). Вийшов на поле на 90-й хвилині, замінивши Шенера Озбайракли. Мірча Луческу залишився задоволений грою Челіка, тому в жовтні отримав новий виклик до національної збірної.

## Статистика виступів

### У збірній
Станом на 22 серпня 2022
| Дата       | Місто      | Господарі  | Результат | Гості           | Турнір                                    | Голи | Примітки |
| ---------- | ---------- | ---------- | --------- | --------------- | ----------------------------------------- | ---- | -------- |
| 5-6-2018   | Москва     | Росія      | 1 – 1     | Туреччина       | товариський матч                          | -    | 90'      |
| 10-9-2018  | Сульна     | Швеція     | 2 – 3     | Туреччина       | Ліга націй УЄФА 2018-2019 - 1 група       | -    |          |
| 14-10-2018 | Сочі       | Росія      | 2 – 0     | Туреччина       | Ліга націй УЄФА 2018-2019 - 1 група       | -    |          |
| 17-11-2018 | Ескішехір  | Туреччина  | 0 – 1     | Швеція          | Ліга націй УЄФА 2018-2019 - 1 група       | -    |          |
| 22-3-2019  | Шкодер     | Албанія    | 0 – 2     | Туреччина       | Відбір до ЧЄ 2020                         | -    | 46'      |
| 25-3-2019  | Ескішехір  | Туреччина  | 4 – 0     | Молдова         | Відбір до ЧЄ 2020                         | -    |          |
| 2-6-2019   | Аланія     | Туреччина  | 2 – 0     | Узбекистан      | товариський матч                          | 2    |          |
| 8-6-2019   | Конья      | Туреччина  | 2 – 0     | Франція         | Відбір до ЧЄ 2020                         | -    |          |
| 11-6-2019  | Рейк'явік  | Ісландія   | 2 – 1     | Туреччина       | Відбір до ЧЄ 2020                         | -    | 56'      |
| 7-9-2019   | Стамбул    | Туреччина  | 1 – 0     | Андорра         | Відбір до ЧЄ 2020                         | -    |          |
| 10-9-2019  | Кишинів    | Молдова    | 0 – 4     | Туреччина       | Відбір до ЧЄ 2020                         | -    |          |
| 11-10-2019 | Стамбул    | Туреччина  | 1 – 0     | Албанія         | Відбір до ЧЄ 2020                         | -    |          |
| 14-10-2019 | Сен-Дені   | Франція    | 1 – 1     | Туреччина       | Відбір до ЧЄ 2020                         | -    | 53'      |
| 14-11-2019 | Стамбул    | Туреччина  | 0 – 0     | Ісландія        | Відбір до ЧЄ 2020                         | -    | 90+4'    |
| 6-9-2020   | Белград    | Сербія     | 0 – 0     | Туреччина       | Ліга націй УЄФА 2020—2021 - груповий етап | -    | 46'      |
| 11-10-2020 | Москва     | Росія      | 1 – 1     | Туреччина       | Ліга націй УЄФА 2020—2021 - груповий етап | -    |          |
| 14-10-2020 | Стамбул    | Туреччина  | 2 – 2     | Сербія          | Ліга націй УЄФА 2020—2021 - груповий етап | -    |          |
| 15-11-2020 | Стамбул    | Туреччина  | 3 – 2     | Росія           | Ліга націй УЄФА 2020—2021 - груповий етап | -    | 64'      |
| 24-3-2021  | Стамбул    | Туреччина  | 4 – 2     | Нідерланди      | Відбір до ЧС 2022                         | -    |          |
| 3-6-2021   | Падерборн  | Туреччина  | 2 – 0     | Молдова         | товариський матч                          | -    |          |
| 11-6-2021  | Рим        | Туреччина  | 0 – 3     | Італія          | ЧЄ 2020 - груповий етап                   | -    |          |
| 16-6-2021  | Баку       | Туреччина  | 0 – 2     | Уельс           | ЧЄ 2020 - груповий етап                   | -    |          |
| 20-6-2021  | Баку       | Швейцарія  | 3 – 1     | Туреччина       | ЧЄ 2020 - груповий етап                   | -    | 75'      |
| 1-9-2021   | Стамбул    | Туреччина  | 2 – 2     | Чорногорія      | Відбір до ЧС 2022                         | -    | 77'      |
| 4-9-2021   | Гібралтар  | Гібралтар  | 0 – 3     | Туреччина       | Відбір до ЧС 2022                         | -    | 46'      |
| 8-10-2021  | Стамбул    | Туреччина  | 1 – 1     | Норвегія        | Відбір до ЧС 2022                         | -    |          |
| 11-10-2021 | Рига       | Латвія     | 1 – 2     | Туреччина       | Відбір до ЧС 2022                         | -    |          |
| 13-11-2021 | Стамбул    | Туреччина  | 6 – 0     | Велика Британія | Відбір до ЧС 2022                         | -    | 46'      |
| 16-11-2021 | Подгориця  | Чорногорія | 1 – 2     | Туреччина       | Відбір до ЧС 2022                         | -    | 90+1'    |
| 24-3-2022  | Порту      | Португалія | 3 – 1     | Туреччина       | Відбір до ЧС 2022                         | -    | 35' 90'  |
| 11-6-2022  | Люксембург | Люксембург | 0 – 2     | Туреччина       | Ліга націй УЄФА 2022—2023 - груповий етап | -    |          |
| 14-6-2022  | Ізмір      | Туреччина  | 2 – 0     | Литва           | Ліга націй УЄФА 2022—2023 - груповий етап | -    |          |
| Усього     |            | Матчів     | 32        |                 | Голів                                     | 2    |          |

## Титули і досягнення
- Чемпіон Франції (1):

«Лілль»:  2020–21
- Володар Суперкубка Франції (1):

«Лілль»: 2021